# 新里駅 (青森県)
新里駅（にさとえき）は青森県弘前市大字新里字東里見にある、弘南鉄道弘南線の駅である。駅番号はKK 04。

## 歴史

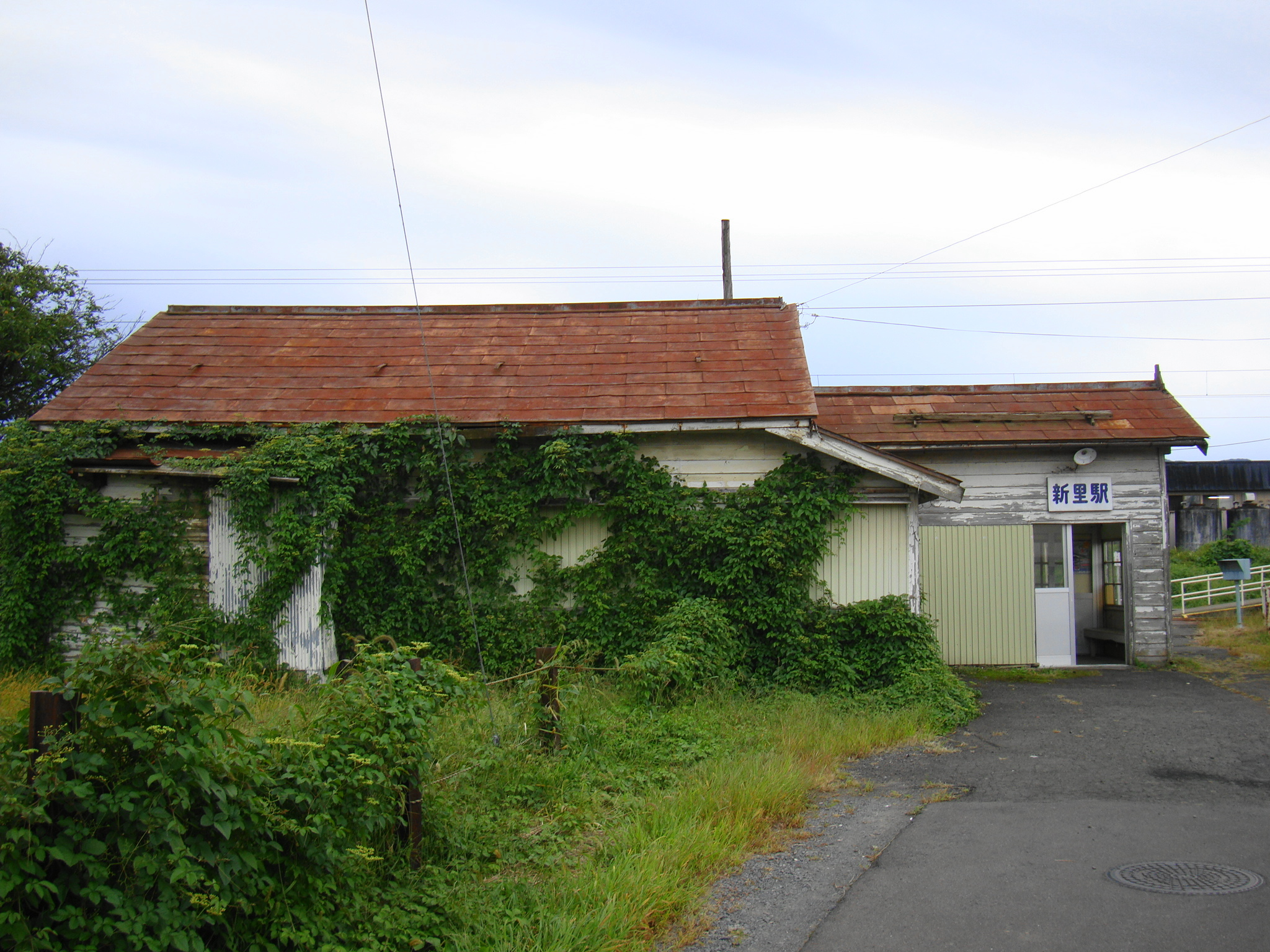
改築前の駅舎（2010年9月）

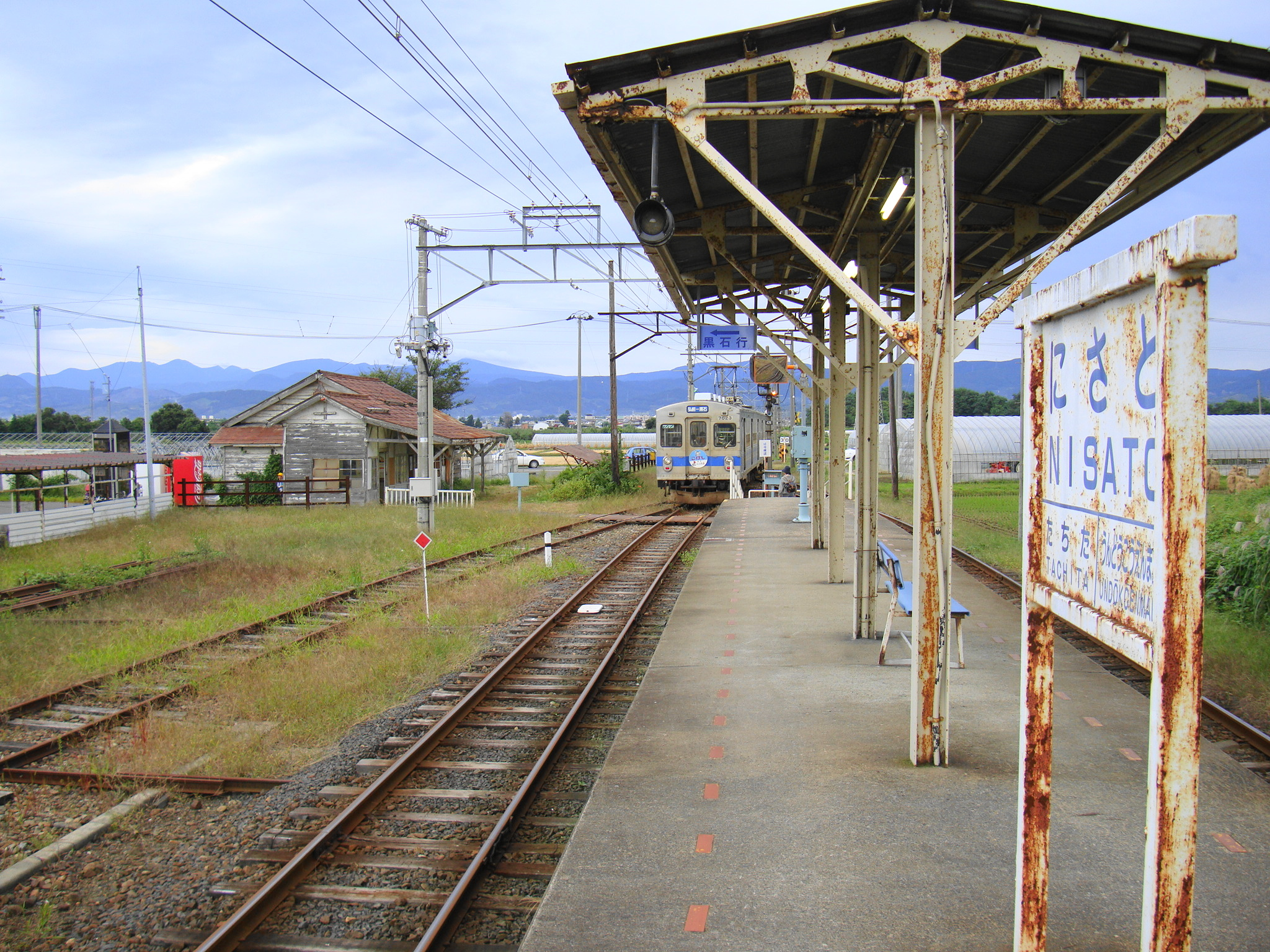
1927年（昭和2年）9月7日：開業（停留所）。
- 1951年（昭和26年）9月18日：停車場に格上げ。
- 1959年（昭和34年）7月15日：貨物取扱を開始。
- 1968年（昭和43年）10月3日：業務委託化。
- 1971年（昭和46年）10月1日：貨物取扱を廃止。
- 1972年（昭和47年）7月1日：業務委託廃止、無人化。
- 1973年（昭和48年）4月1日：業務委託再開。
- 1987年（昭和62年）11月16日：業務委託廃止、無人化。
- 2011年（平成23年）11月：駅舎改築。

## 駅構造
島式ホーム1面2線を持つ地上駅。列車交換が可能な構造で、朝ラッシュ時に行われる。無人駅である。
のりば
| 番線   | 路線    | 方向 | 行先     |
| ------ | ------- | ---- | -------- |
| 駅舎側 | ■弘南線 | 下り | 黒石方面 |
| 反対側 | ■弘南線 | 上り | 弘前方面 |

※案内上ののりば番号は割り当てられていない。
- ホーム（2010年9月）

## 利用状況
| 1日乗降人員推移 | 1日乗降人員推移 |
| 年度            | 1日平均人数     |
| --------------- | --------------- |
| 2011年          | 81              |
| 2012年          | 82              |
| 2013年          | 83              |
| 2014年          | 95              |
| 2015年          | 87              |
| 2016年          | 77              |
| 2017年          | 72              |

## 駅周辺
- 福士病院
- JAつがる弘前豊田ライスセンター

## その他
鯵ヶ沢町役場に長年保存されていた8620形48640号機が、NPO法人五能線活性化倶楽部により、2011年（平成23年）11月14日に当駅構内へ移設され保存展示されることとなった。また、48640号機のお披露目会が同年12月4日に実施された。

## 隣の駅
弘南鉄道
■弘南線
運動公園前駅（KK 03） - 新里駅（KK 04） - 館田駅（KK 05）